# Bouli Ali Diallo
Bouli Ali Diallo (née en 1948) est une universitaire et militante nigérienne.

## Éducation et carrière
Bouli Ali Diallo a été élève au Cours Normal à Tillabéri, qui, à l'époque, n'acceptait que des étudiantes et au Cours Normal Supérieur de Zinder. Elle a ensuite fréquenté l'Université Cheikh-Anta-Diop, où elle a étudié la chimie et la biologie. Elle est titulaire d'un doctorat en microbiologie appliquée de l'Université Montpellier-II (1978). Elle a obtenu l'habilitation à diriger des recherches en entomologie appliquée en 1991. Elle est ensuite retournée au Niger pour enseigner la biologie à l'Université Abdou-Moumouni. Elle a occupé de nombreux postes administratifs dans cette université : de 1987 à 1993, elle a été directrice des relations extérieures, de 1993 à 1995, vice-recteur, et de 1999 à 2005 recteur, interpellant notamment le gouvernement sur les moyens alloués à cette université.
En outre, elle a été ministre de l'éducation nationale en 1995,, et a servi comme vice-présidente de l'Université Virtuelle Africaine de 2002 à 2004. Elle a également été membre des conseils d'administration de l'Institut de recherche pour le développement et de l'ONG Aide et Action. De 1999 à 2004, elle a présidé le Forum des éducatrices africaines, dont elle avait fondé la section du Niger. Bouli Ali Diallo a reçu de nombreuses récompenses de la France au cours de sa carrière, y compris l'Ordre des Palmes académiques, dont elle est officier, pour ses activités académiques. Elle milite au Niger en défendant la nécessité de développer les possibilités d'éducation pour les femmes.